# San Antonio el Chico
San Antonio el Chico är en ort i Mexiko.   Den ligger i kommunen Villagrán och delstaten Guanajuato, i den centrala delen av landet, 230 km nordväst om huvudstaden Mexico City. San Antonio el Chico ligger 1 731 meter över havet och antalet invånare är 120.
Terrängen runt San Antonio el Chico är huvudsakligen platt, men åt nordväst är den kuperad. Terrängen runt San Antonio el Chico sluttar söderut. Runt San Antonio el Chico är det tätbefolkat, med 411 invånare per kvadratkilometer. Närmaste större samhälle är Salamanca, 16,5 km väster om San Antonio el Chico. Trakten runt San Antonio el Chico består till största delen av jordbruksmark.